# Église Saint-Nicolas de Caen
Pour les articles homonymes, voir Église Saint-Nicolas.
L'église Saint-Nicolas parfois appelée Saint-Nicolas-des-Champs est une église fondée au XIe siècle dans le Bourg-l'Abbé de Caen. Elle fait l’objet d’un classement au titre des monuments historiques depuis le 20 août 1913. Son cimetière est un site classé depuis 1939 et elle est aussi connue pour sa confrérie et son matrologue.

## Historique

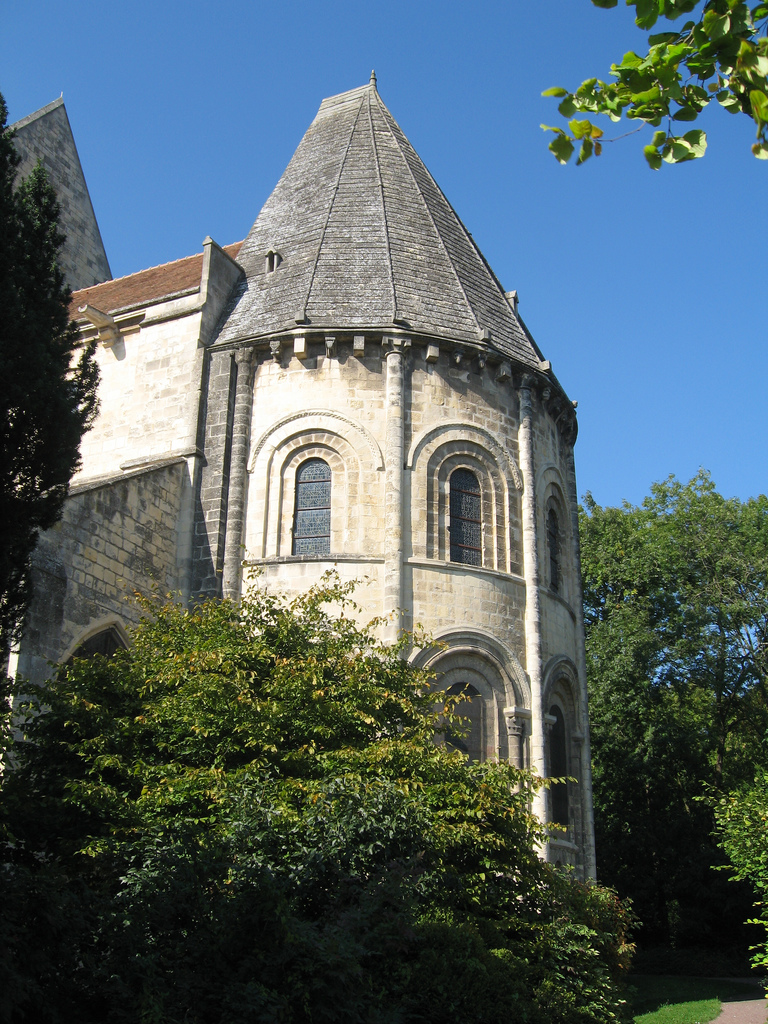
Chevet de l'église Saint-Nicolas.

Pour passer du gros bourg de constitution monarchique à une ville importante, Guillaume le Conquérant, fort de la conquête de l'Angleterre, implante à l'est et à l'ouest ses deux célèbres abbayes. L'abbaye aux Hommes, par son rayonnement considérable, suscite une nouvelle extension de la ville vers l'ouest, les églises Saint-Nicolas et Saint-Ouen se veulent le cœur de nouveaux bourgs mais ne connaissent qu'un succès mitigé, la ville ayant trouvé ses limites qu'elle conservera jusqu'au XIXe siècle.
L'implantation nouvelle du quartier du Bourg-l'Abbé se trouve sur des terrains de paroisses appartenant à la cathédrale de Bayeux qui les cède à la reine Mathilde de sorte que les moines de l'abbaye aux Hommes se trouvent sous la dépendance spirituelle de l'abbesse de Caen. C'est pour se soustraire à cette dépendance qu'ils construisent l'église Saint-Nicolas.

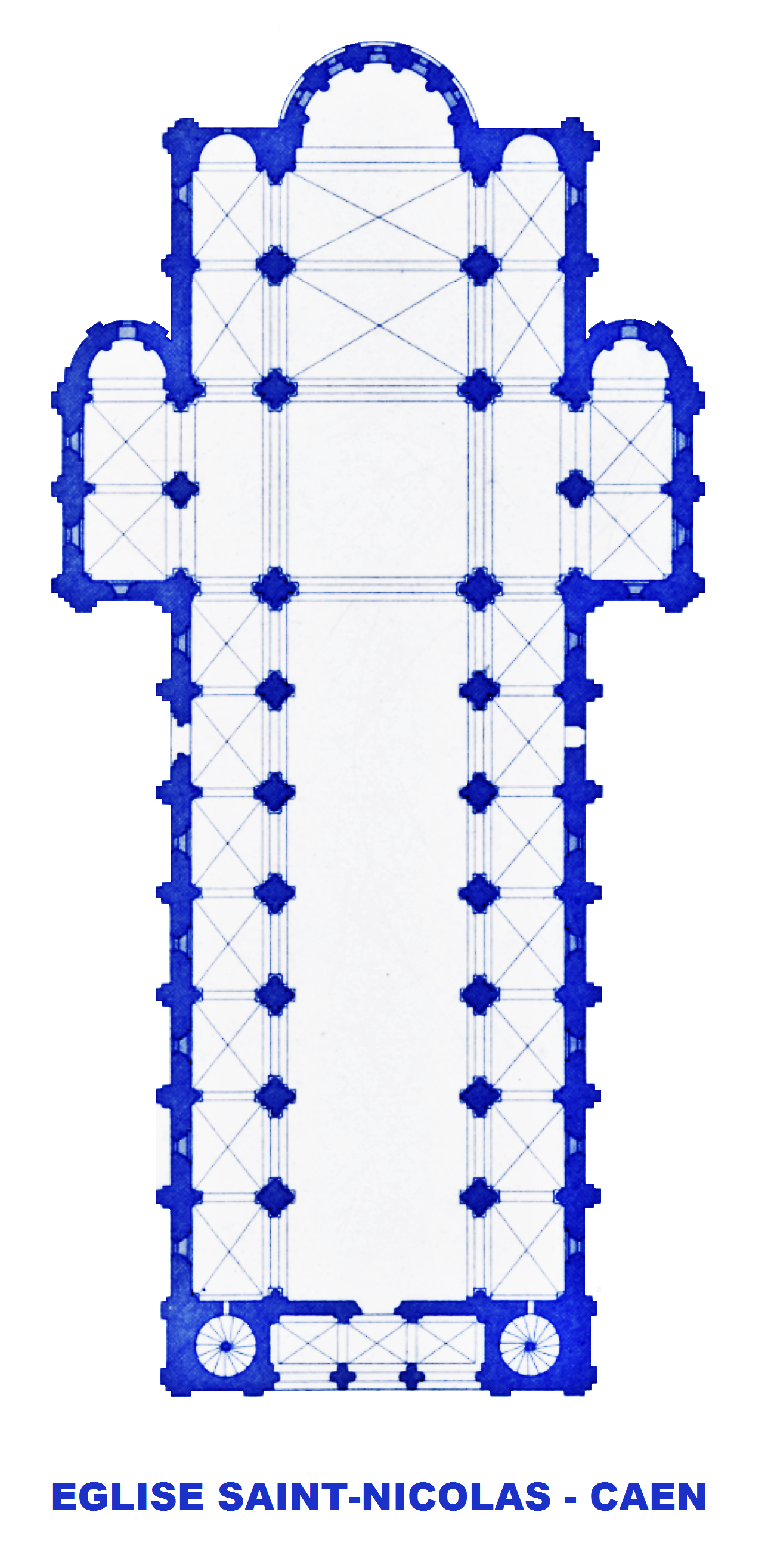
Plan de l'église Saint-Nicolas.

Dans la charte de Guillaume de 1083, il y a 72 maisons dans le Bourg-l'Abbé qui restent dans leur ancienne paroisse, sauf cinq construites pendant le litige qui forment le noyau de la paroisse Saint-Nicolas que l'on nomme des champs à cause de sa situation. Achevée en 1093, les moines conserveront jusqu'à la Révolution le patronage de cette église, l'abbé se réservant les droits honorifiques, les fonctions curiales étant exercées par un vicaire perpétuel.
L'église Saint-Nicolas possède trois confréries, une de charité, une du Saint-Sacrement et celle des filles vertueuses de la Vierge, les chapelles de la Sainte-Vierge, du Saint-Sacrement, Saints-Anges-Gardiens, Sainte-Croix, Saint-Marcouf, Sainte-Catherine, Saint-Jean-Baptiste et Sainte-Cécile.
La paroisse faisait partie du doyenné de Caen, dans le diocèse de Bayeux. À partir de 1793, l'église n'est plus utilisée pour le culte catholique. Elle sert tour à tour d'écurie pour la cavalerie de l'armée puis de dépôt de remonte. Un plancher est construit pour diviser le chœur et le transept nord en deux niveaux.

### Le matrologue
Le registre de 128 pages en parchemin et papier avec de belles enluminures donne les statuts de la confrérie de charité de l'église Saint-Nicolas en 1452, la liste des échevins jusqu'en 1487, la liste des frères et sœurs de la confrérie et les chapelains établie par paroisses dont 244 affiliés pour Saint-Nicolas jusqu'en 1789.
Les confrères acquittent une cotisation et se réunissent pour prier, accomplir des œuvres de charité et ils se doivent assistance mutuelle. Le chef est l'échevin, assisté d'un prévôt et d'un sous-prévôt. Au-dessous, douze frères servants et les associés en nombre illimité. On y trouve des commentaires sur la vie de la paroisse comme les ravages des guerres de Religion et la révocation de l'édit de Nantes.

## Description

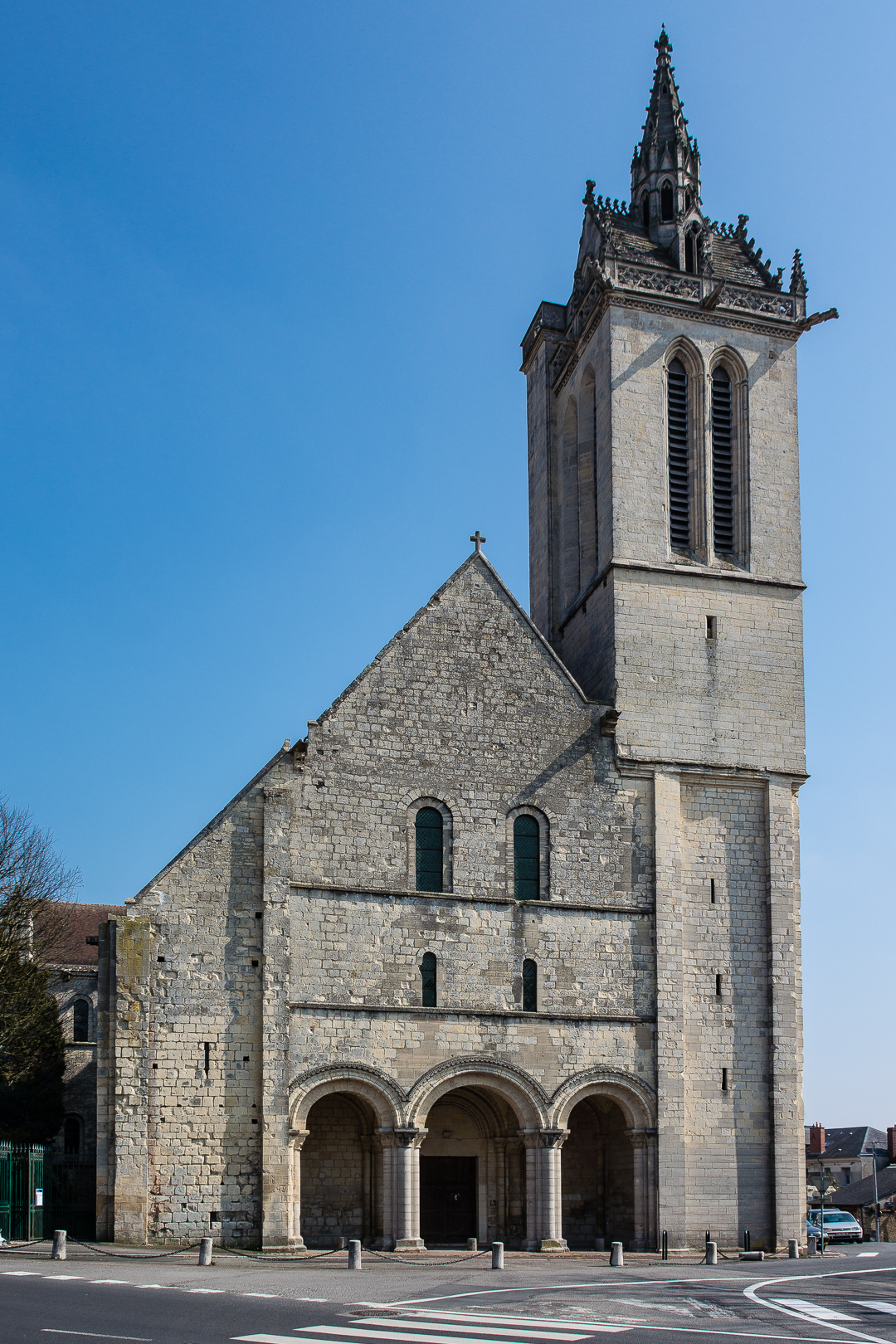
Façade.
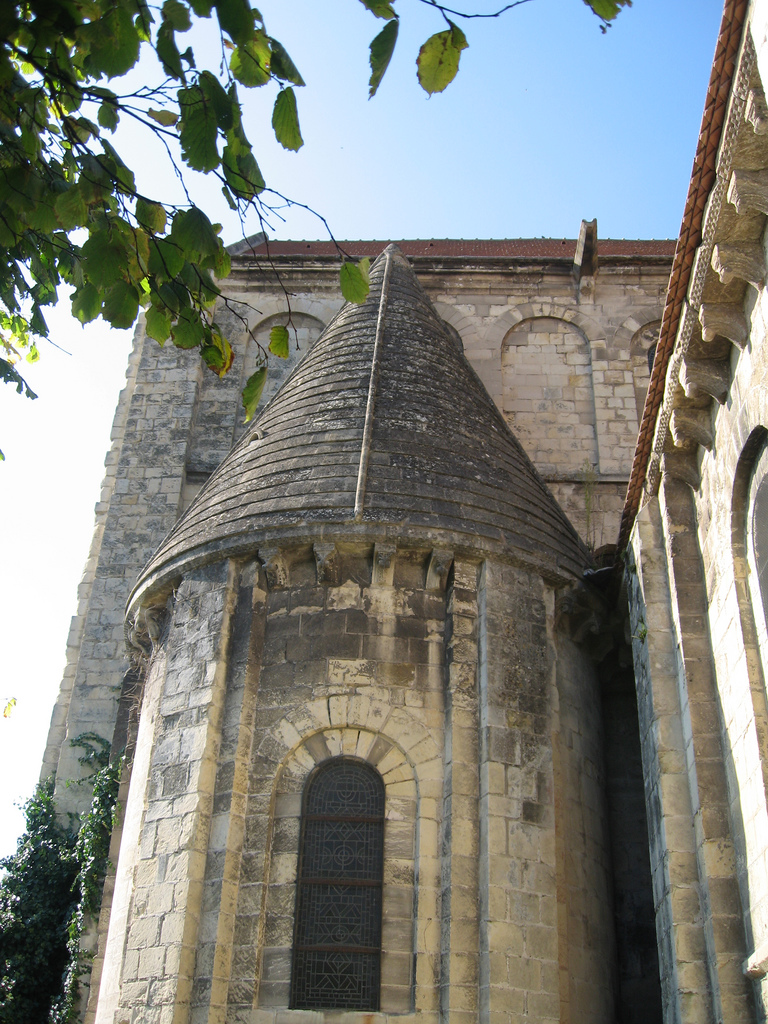
Absidiole sud.
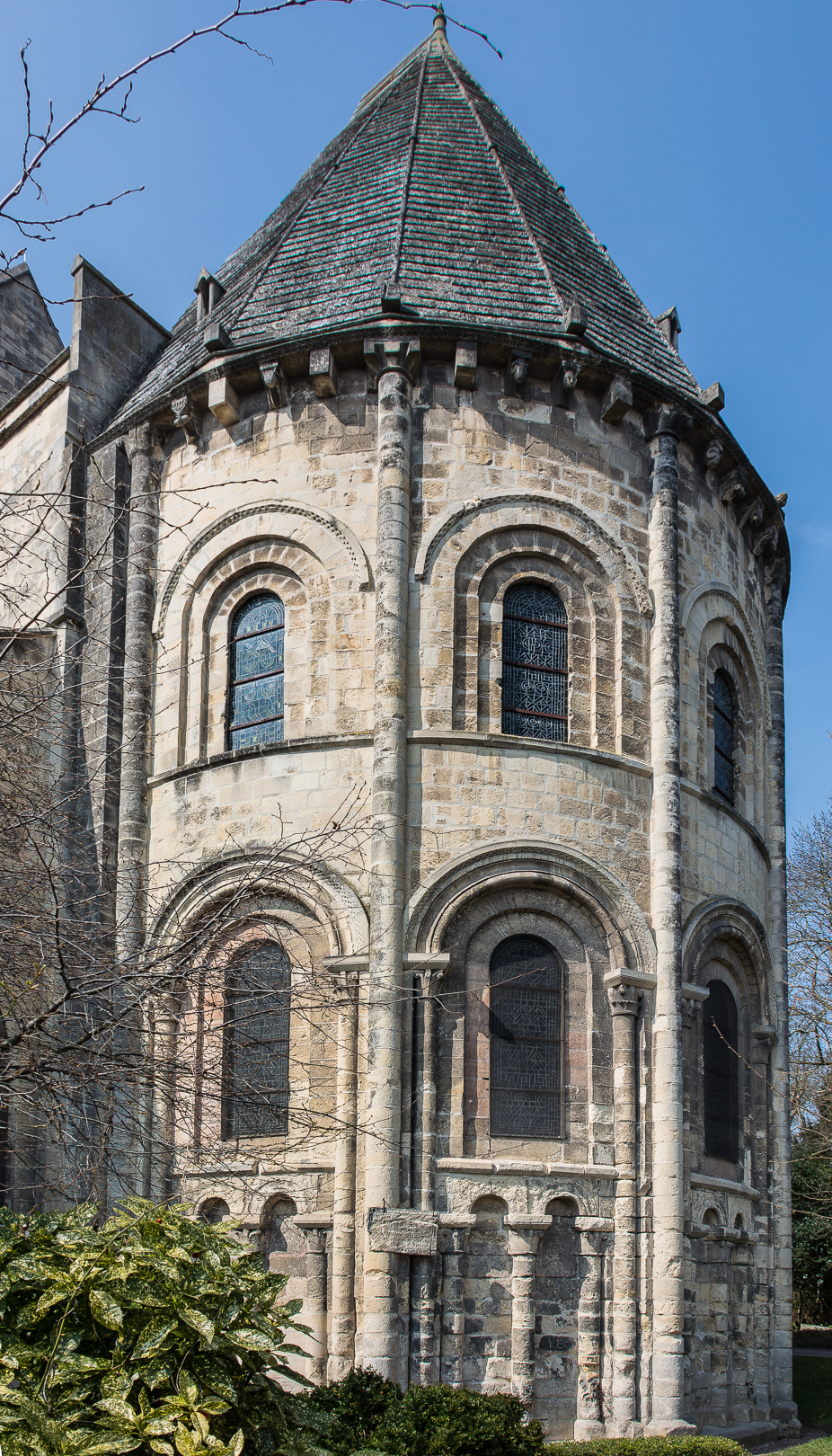
Chevet.
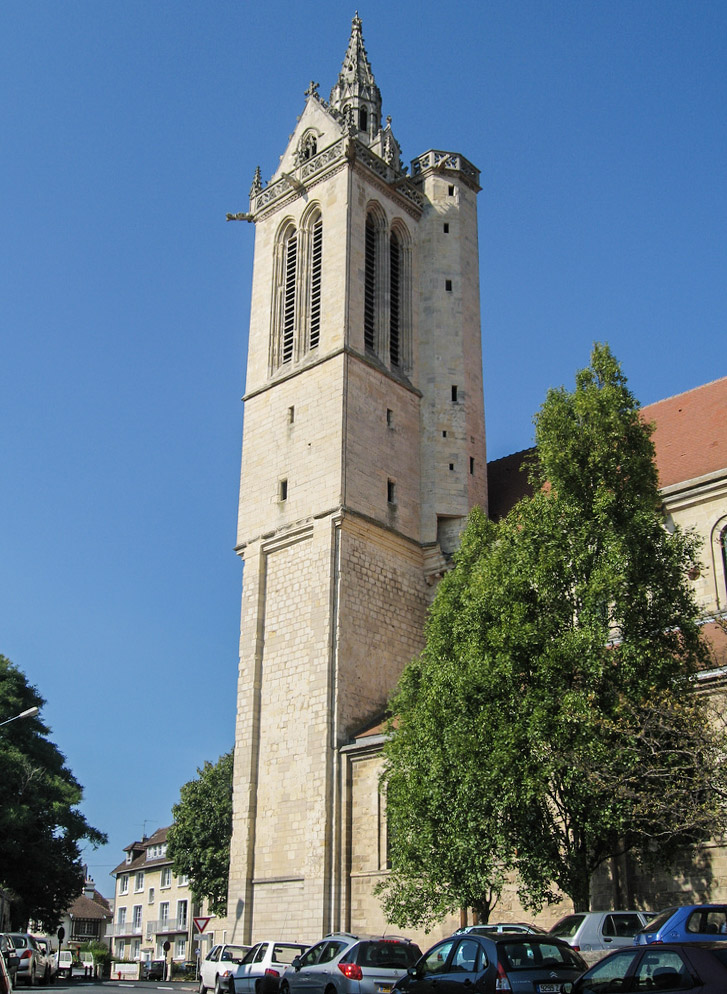
Clocher.

L'église s'inspire de la tradition monastique bénédictine normande (abbatiale de Cerisy ou de Boscherville). Elle présente une façade harmonique non achevée, le narthex roman ouvre sur l’extérieur ; elle comporte sept travées dont l’élévation latérale est à trois étages : grandes arcades moulurées seulement aux trois dernières travées retombant sur des piles cruciformes, chapiteaux très simples, niveau intermédiaire comportant deux meurtrières non moulurées ouvrant sur les combles des bas-côtés, l’étage supérieur comporte une grande fenêtre non ornée. La croisée du transept est surmontée d’une tour-lanterne.
Les bras du transept comportent chacun une absidiole (cinq arcatures au nord, trois au sud) et la présence d'une tribune s'inspire de l'abbaye aux Hommes. Le niveau moyen de l’élévation du chœur est plus décoré (quatre étroites baies au lieu de deux, inscrites dans de courtes arcatures en plein cintre). L'élévation extérieure est d’un grand dépouillement, fenêtres non moulurées inscrites dans de grands arcs en plein cintre. La tour centrale ne comporte qu’un étage percé de hautes baies en plein cintre.
Le chœur est moins austère : deux arcatures plaquées par travées à la base du chœur, voussure des baies moulurées, cordon de billette au niveau des archivoltes du second étage, corniche à modillons et hautes demi-colonnes. Le voûtement est très novateur et constitue le premier exemple normand de chœur voûté d'arêtes avec doubleau entre les deux arêtes,.

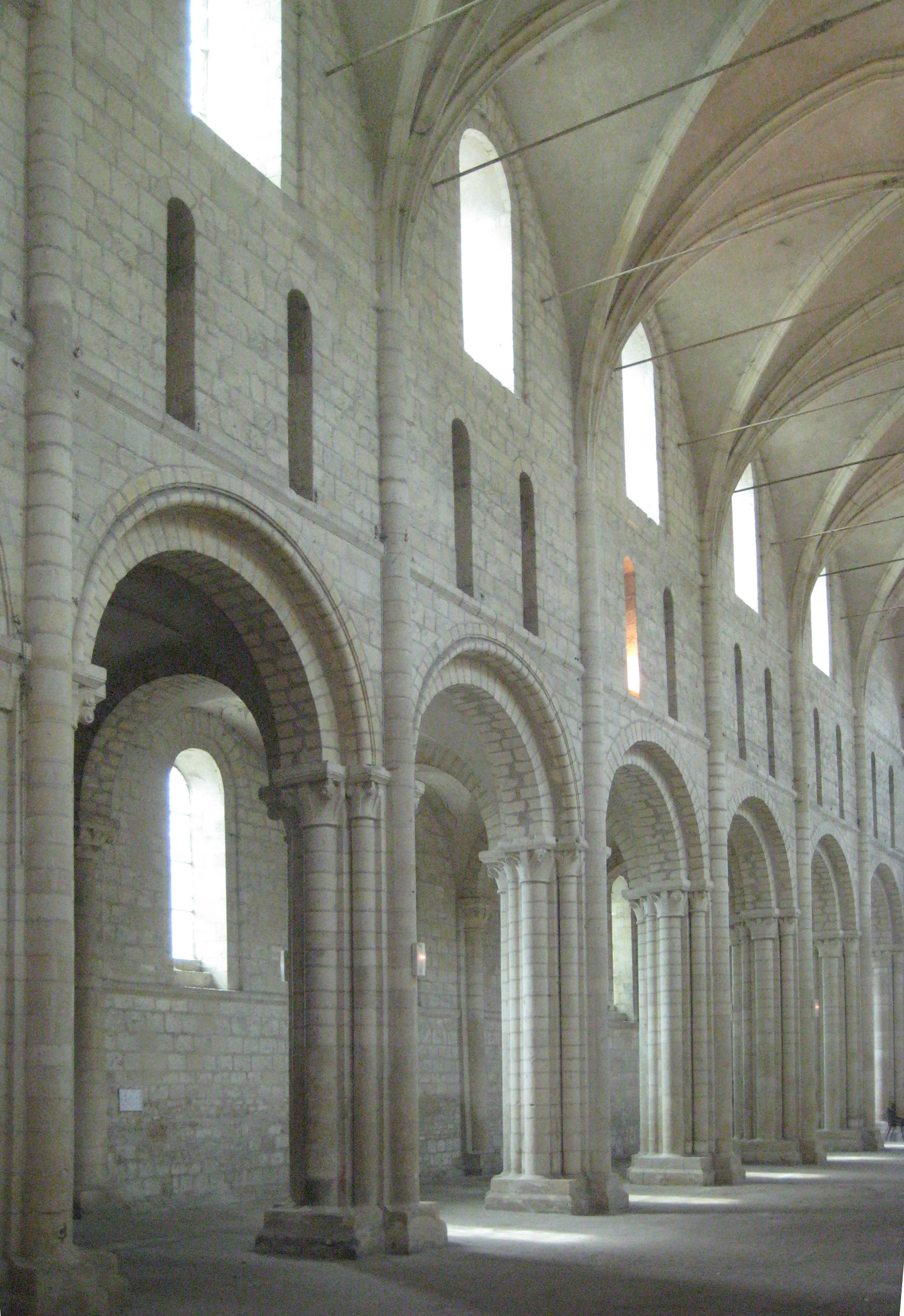
Travées de la nef.
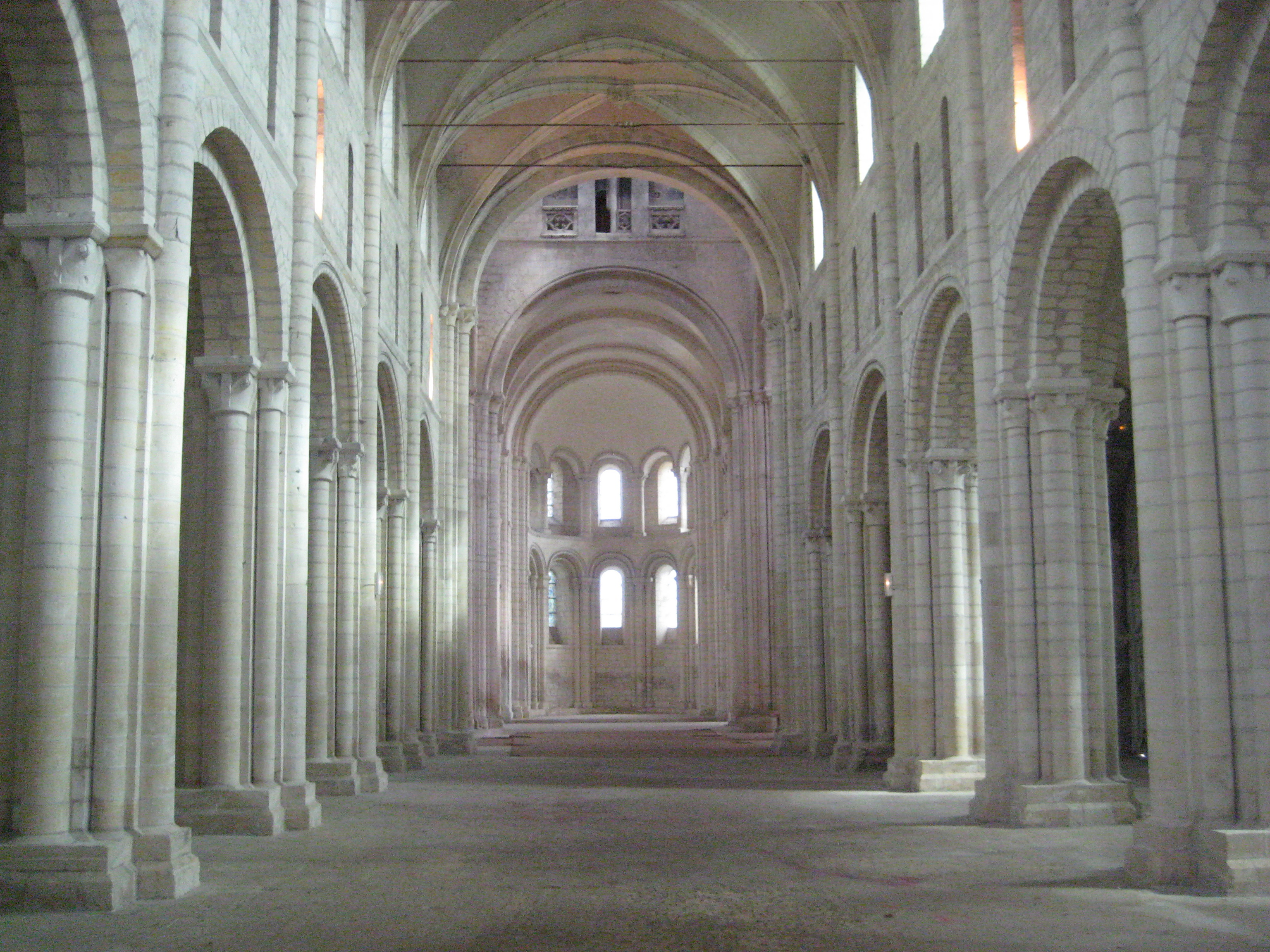
La nef vue de l'entrée.
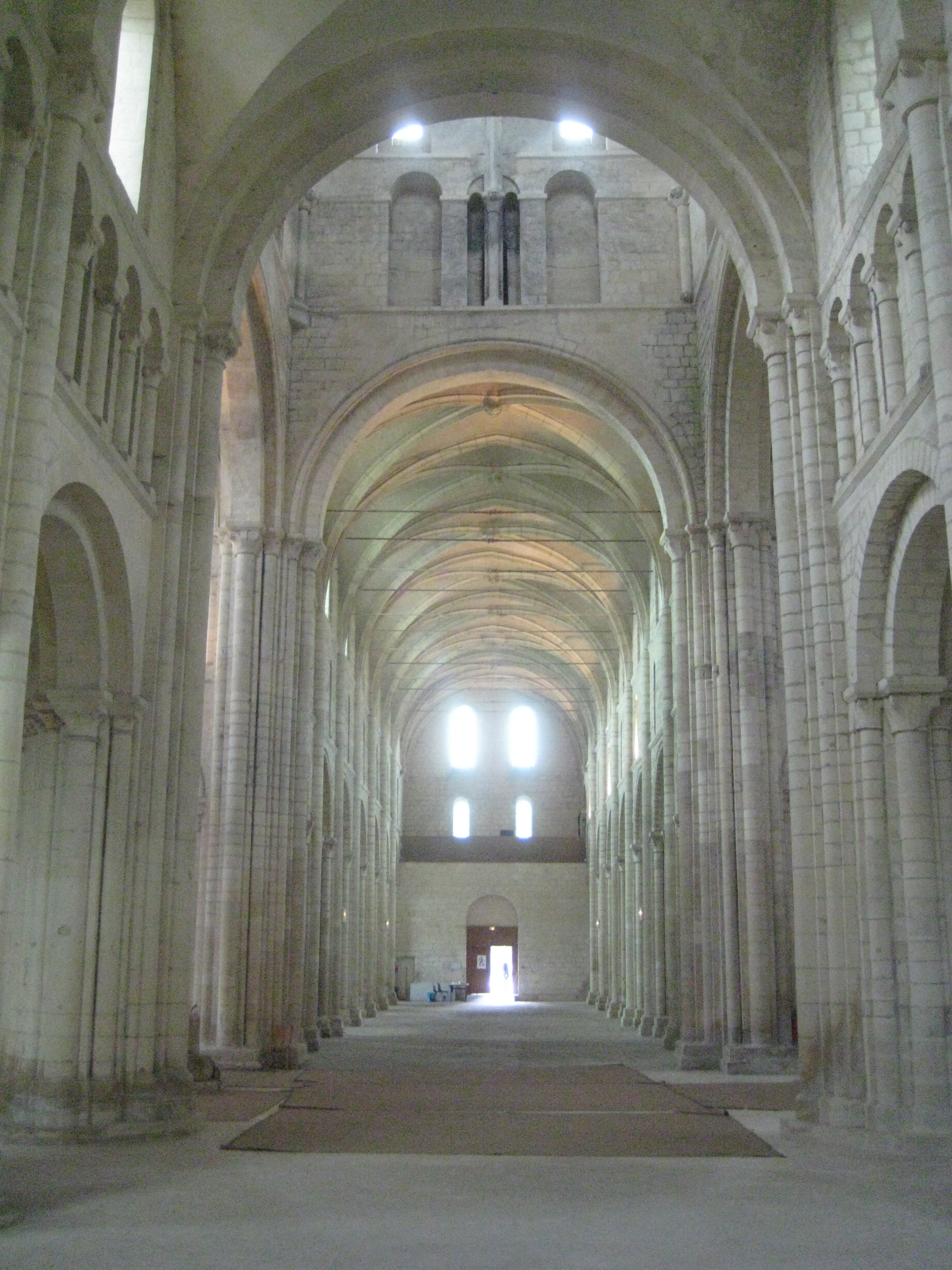
La nef et la tour-lanterne depuis le chœur.

### Dimensions
- Longueur totale : 66 m
- Longueur de la nef : 35 m
- Longueur du transept : 35 m
- Profondeur du chœur : 19 m
- Hauteur de la voûte : 15 m

### Les graffitis
Des graffitis importants pour l'histoire architecturale de l'église Saint-Nicolas et de l'abbatiale Saint-Étienne de Caen sont présents au premier étage de la tour nord de l'église. Ils sont d'une grande qualité graphiques et leur ancienneté est datée par la version primitive de la façade de Saint-Étienne où la tour lanterne qui s'est écroulée en 1566 est la partie la plus élevée de l'édifice. Les tours de la façade sont beaucoup moins hautes que celles du XIIIe siècle après les travaux.
L'église Saint-Nicolas n'est pas encore surmontée de son clocher du XVe siècle mais la tour Sud est déjà plus haute et a quelques similitudes avec celle de l'abbatiale de la Trinité de l'abbaye aux Dames, ce qui confirme que la façade romane n'a jamais été terminée et que la tour Nord est restée dans l'état où elle est aujourd'hui.

## Le cimetière
Au pied de l'église, au nord-est de l'abside, l'ancien cimetière, utilisé jusqu'à la fin du XIXe siècle, est planté d'arbustes monumentaux et, abandonné, disparaît sous la végétation. Il est classé depuis 1939 pour le caractère pittoresque des lieux. Il est blotti sous un petit bois et, passé la grille d'entrée, quadrillé par des allées et quelques bancs. De petits sentiers serpentent à travers les tombes éparses et la végétation. C'est un chaos de stèles et de croix de guingois, un petit bois en centre ville avec une atmosphère étrange dans l'ombre de la vieille église.